# Chojno (gmina w województwie poleskim)
Chojno – dawna gmina wiejska istniejąca do 1939 roku w woj. poleskim (obecnie na Białorusi). Siedzibą gminy była Chojno.
W okresie międzywojennym gmina Chojno należała do powiatu pińskiego w woj. poleskim. Po wojnie obszar gminy Chojno wszedł w struktury administracyjne Związku Radzieckiego.